# 2MASS J00191165+0030176
2MASS J00191165+0030176 ist ein Brauner Zwerg im Sternbild Fische. Er wurde 2002 von Suzanne L. Hawley et al. entdeckt. 2MASS J00191165+0030176 gehört der Spektralklasse L1 an. Seine Position verschiebt sich aufgrund seiner Eigenbewegung jährlich um 0,03814 Bogensekunden. 